# Bela Shende
Bela Shende (Marathi: बेला शेंडे) es una cantante de playback o de reproducción india. Ella interpretó varias canciones de Bollywood dirigida a las películas de su región. Entre las canciones que interpretó fueron 'Aata Wajle Ki Baara' y 'Apsara Aali' para la película, así también entre otros éxitos
Además del idioma hindi, también ha interpretado canciones en lenguas marathi, urdu y tamil. 

## Premios y reconocimientos
- Mejor Cantante Femenina de reproducción-Bela Shende - Zee Gaurav Premio 2010 - Wajle Ki Bara.
- Mejor cantante de reproducción Mujer-Bela Shende - BIG premios FM 2010 - Apsara Aali
- Mejor Cantante Femenina de reproducción-Bela Shende - V Shantaram premios 2010 - Kashi Mi Jau Mathurechya Bajari
- Ganador de la TVS Sa Re Ga Ma Mega final
- Premio Nacional de RAPA - "Mejor cantante de reproducción" paraZHALE MOKALE Akash
- Raja Mantri Smruti Puraskar a manos de Vijay Tendulkar
- Nargis Dutt Premio
- IMI ZEE Sangeet Premio a la cantante Debut para el período 1999-2000 para 'Kaisa YEH Jadoo "el álbum en las manos de Bhupen Hazarika y Ravindra Jain.
- Pune Ki Ashapremio
- Premio Suheel Sneha premio de manos del entonces primer ministro de Distrito Federal Sushilkumar Shinde. Recientemente ha interpretado una canción de la película Hindi compuesto por Shankar Mahadevan en el film "We are Family" o "Somos familia". El título de esta canción es 'Sun le habéis dua Aasman. También ha cantado otras canciones para las películas en Tamil compuesta por Ilayaraja y Yuvan Shankar Raja, recientemente y también un par de canciones con Shreya Ghoshal en la película de Hindi "Paheli". Sus canciones han sido muy apreciadas por su calidad de voz única que se asemeja a la voz de la legendariA cantante Lata Mangeshkar.

Bela ha publicado un álbum llamado 'Hridauamadhale Gane' recientemente con el famoso poeta y músico dúo Sandeep Khare-Salil Kulkarni.